# Тихомиров, Вадим Юрьевич
Вади́м Ю́рьевич Тихоми́ров (род. 10 января 1964, Москва) — российский журналист, теле- и радиоведущий. Преподаватель в МГУКИ и ГИТРе.

## Биография
Родился 10 января 1964 года в Москве.
В школе отучился 8 классов. В 1979 году поступил в Театральное художественно-техническое училище по специальности «Монтировщик сцены».
Работал в Театре Советской армии, где надумал поступать в актёрское отделение. Забросив театр, начал работать в конструкторском бюро.
Позже поступил в Институт культуры на театрального режиссёра, где учился 4 года. Однако по окончании вуза не пошёл работать в театр, несмотря на приглашения сразу от двух театров.
Впоследствии начал работать на Киностудии им. М. Горького ассистентом режиссёра Павла Арсенова, параллельно учился в аспирантуре, тогда же стал преподавателем в МГУКИ. Позже начал преподавать искусство дефиле в модельном агентстве.

### Радио
С 1993 по 1995 год был ведущим программы о моде на радио «Эхо Москвы».
С 1997 по 2007 год вёл радиоверсию «Экспресс-камеры» на «Русском радио» с Павлом Паньковым.
С 2008 по июнь 2017 года работал на радио «Маяк». В разное время вёл программы «Валенки-шоу» и «Один Вадим».
С ноября 2017 по сентябрь 2018 года вёл дневную интерактивную информационную программу «Пятидневка» на «Радио России».
С 1 января 2019 года — ведущий информационно-развлекательного канала «Хорошее начало», а с 5 октября 2021 года — ведущий программы «От всей души» на «Радио России».

### Телевидение
С сентября 1993 по март 1995 года, параллельно работе на радио, был одним из режиссёров программы «Я — женщина» на 1-м канале Останкино (в титрах указывался под псевдонимом «Вадим Иванов»).
В 1995 году стал ведущим программы «Экспресс-камера» на телеканале 2х2, снял репортаж о памятнике Суворову у театра Российской армии.
В 1997 году стал корреспондентом и ведущим нескольких рубрик в утреннем эфире программы «Сегоднячко» на каналах НТВ и ТНТ.
С декабря 2000 года работал на канале М1, на котором вёл рейтинговое утреннее шоу «Будь готов!», отличавшееся по формату от похожих утренних программ. Последний выпуск программы «Будь готов!» вышел 30 декабря 2004 года.
В марте 2005 года был единственным из ведущих М1, оставшихся работать на телеканале «Домашний». С 2005 по 2012 год последовательно вёл на канале ряд телевизионных передач: «Полезное утро», «А ну-ка, дачники!», «На вкус и цвет», «Мнимый больной», «Мужские игры», «Всё под контролем», «Домашняя энциклопедия», «Дикая еда», «Семейный размер» и «Еда по правилам и без». Также принимал участие в новогодних шоу канала.
С 2012 по 2015 год был ведущим телеигры «Знаем русский» на канале «Мир».
В апреле 2010 года был принят в Академию Российского телевидения в гильдию развлекательного вещания.

## Дубляж
- 2009 — «Рок-волна» — премьер-министр Алистер Дорманди (роль Кеннета Брана)[23][24]

## Книги
- «Психология лентяя» (2018)